# Elasmocloïta
L'elasmocloïta és un mineral de la classe dels sulfats. El nom es basa en les paraules gregues έλασμα, lamel·lar, i χλόη, brot verd, en al·lusió al color verd i a l'hàbit lamel·lar del cristall.

## Característiques
L'elasmocloïta és un sulfat de fórmula química Na₃Cu₆BiO₄(SO₄)₅. Va ser aprovada com a espècie vàlida per l'Associació Mineralògica Internacional l'any 2018, sent publicada per primera vegada el 2019. Cristal·litza en el sistema monoclínic.
L'exemplar que va servir per a determinar l'espècie, el que es coneix com a material tipus, es troba conservat a les col·leccions del Museu Mineralògic Fersmann, de l'Acadèmia de Ciències de Rússia, a Moscú (Rússia), amb el número de registre: 5189/1.

## Formació i jaciments
Va ser descoberta a la fumarola Arsenàtnaia, situada al segon con d'escòria de l'avanç nord de la Gran erupció fissural del volcà Tolbàtxik, al krai de Kamtxatka (Rússia). Es tracta de l'únic indret de tot el planeta on ha estat descrita aquesta espècie mineral.